# 三鶯線
三峽鶯歌線，簡稱三鶯線，是新北捷運一條興建中的中運量路線。三鶯線的雛型最早於2000年提出，採用全高架的路線結構，行經新北市土城區、三峽區、鶯歌區，並規畫未來延伸至桃園。本線也是三環六線的一部分。興建工程於2016年7月21日開始施工，預計2025年底完工，2026年3月通車。

## 歷史

### 新北市段
三鶯線的歷史最早可追溯至2000年，台北市政府捷運工程局基於鶯歌區及三峽區的民意於2000年3月啟動台北捷運延伸三鶯地區的初步研究工作，並於2002年2月首度報請交通部審查；然而在經過交通部的審查後，交通部建議以高運量大眾捷運系統型式優先辦理永寧站延伸至頂埔地區的工程，另以中運量捷運型式興建一條長11.9公里、設8站的捷運路線銜接鶯歌地區。:1-1
根據交通部的建議，台北市政府捷運工程局於2003年2月正式展開三鶯線的研究作業，並於2005年1月完成環境影響評估、7月25日完成可行性研究報告。:1-1~1-2
在三鶯線的可行性研究階段中，曾提出了ABC及ABxC兩種主要差異在機廠區位的路線方案，最後以ABxC方案為建議路線方案。三鶯線可行性研究中的建議路線方案自頂埔站一路銜接至鳳鳴國中，總長13.2公里，並在沿線的土城區、鶯歌區及三峽區設置10座車站，總經費新台幣462.43億元。:2-2~2-3:2-7

2010年，時任新北市長朱立倫提出“三環三線”的構想，因三鶯線全線位於新北市境內，故由台北市政府捷運工程局協助規劃工作，規劃成果由新北市政府提報中央政府審查。由新北市府提報的可行性研究於2012年9月獲行政院核定。:1-1~1-2

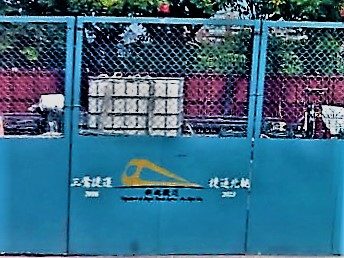
興建工程

三鶯線的環境影響評估於2006年11月通過，並由台北市政府捷運工程局移交由新北市政府捷運工程局執行。
2014年3月，新北市政府提報綜合規畫報告至交通部審查，於2015年6月獲得行政院正式核定。:1-1~1-2
在三鶯線的綜合規畫過程中，根據地區都市發展及土地開發計畫重新評估，決定將長度延伸為14.29公里，站數增加為12站；除此之外，也發現可行性研究階段中低估了機廠的用地需求，將機廠用地擴大為12.47公頃。總預算從原先的462.43億提升為502億:19-1~19-2。
行政院核定綜合規畫後，2016年5月三鶯線完成招標，主體工程於2016年7月21日開工，新北市政府預估於2025年底完工2026年3月通車。
2021年4月8日，三鶯線工程正在進行三峽河段施作鋼構橋吊裝作業，但吊車司機移動吊車時未依規定收起吊車臂桿，造成吊車重心不穩側翻，所幸無人傷亡。事後新北市捷運局開罰監造單位罰鍰總計共四十五萬。
2021年11月20日，三鶯線在新北市三峽區的橋墩灌漿作業發生倒塌事故，5人從高架橋摔下，造成3死2傷。事後新北捷運局與勞動部職業安全衛生署對施工廠商總計罰款129萬餘元。
2023年1月9日，捷運局表示因一例一休，以及因地主抗爭導致用地取得延宕，完工日將延期。部分捷運工地的施工看板將完工日期改為2024年12月底。
2023年5月5日，捷運局證實，完工通車將延期至2025年底。新北市捷運局長李政安稱延遲原因為COVID-19疫情期間缺工缺料、機廠用地遭遇抗爭而延遲交付、一例一休導致工期延長等因素。
2023年12月24日，本路線全線合龍。

### 桃園八德段
三鶯線終點站（鶯桃福德站LB12站）距桃園捷運綠線約3.9公里，如能延伸連接綠線G04站來串聯台北及桃園兩大都會區的捷運系統，將可擴大捷運路網效益及北北桃都會生活圈範圍。
2013年，桃園縣政府委託新北市政府推動本計畫。2019年5月交通部通過三鶯線延伸桃園八德段的可行性研究報告，8月通過國家發展委員會審查。11月獲行政院同意函正式核定，並預計於2020年完成綜合規畫核定，使其銜接主線工程機電系統施工。
2021年5月，為配合東勇重劃區及八德轉運站設置，桃園市政府建議於和強路延平路口附近增設一站，總經費預估增加21.49億元。
2023年7月，該計畫通過環境評估，即將進入環保署核定的階段。2024年3月，交通部通過綜合規劃。

### 聯開案招商
三鶯線預計2022年底啟動捷運站區聯合開發案，並委託仲量聯行團隊擔任招商總顧問，於鶯桃福德站、永吉公園站、臺北大學站、三峽站、龍埔站、三鶯線機廠的7處基地規劃聯開招商，整體開發基地面積5.4萬坪，開發量體約22萬坪，投資金額估計約350億元，投資效益約700億元。

## 路線
三鶯線起自頂埔站，迄於鶯歌區鶯桃路、福德一路口，全長14.29公里，設置共12站，桃園八德段總長3.88公里，設置共3站。

## 車站
| 路線       | 路線 | 編號  | 名稱                    | 名稱  | 站體型式 | 所在地 | 所在地 | 交會路線           |
| 路線       | 路線 | 編號  | 中文                    | 英文  | 站體型式 | 所在地 | 所在地 | 交會路線           |
| ---------- | ---- | ----- | ----------------------- | ----- | -------- | ------ | ------ | ------------------ |
| LB 三鶯線  |      |       |                         |       |          |        |        |                    |
| 新北市段   |      | LB01  | 頂埔                    |       | 高架     | 新北市 | 土城區 | 臺北捷運板南線     |
| 新北市段   |      | LB02  | 媽祖田                  |       | 高架     | 新北市 | 土城區 | 不適用             |
| 新北市段   |      | LB03  | 長壽山                  |       | 高架     | 新北市 | 三峽區 | 不適用             |
| 新北市段   |      | LB04  | 橫溪                    |       | 高架     | 新北市 | 三峽區 | 不適用             |
| 新北市段   |      | LB05  | 龍埔 （三峽廣行宮）     |       | 高架     | 新北市 | 三峽區 | 不適用             |
| 新北市段   |      | LB06  | 三峽 （國家教育研究院） |       | 高架     | 新北市 | 三峽區 | 不適用             |
| 新北市段   |      | LB07  | 臺北大學 （恩主公醫院） |       | 高架     | 新北市 | 三峽區 | 不適用             |
| 新北市段   |      | LB08  | 鶯歌車站                |       | 高架     | 新北市 | 鶯歌區 | 臺灣鐵路縱貫線北段 |
| 新北市段   |      | LB09  | 陶瓷老街                |       | 高架     | 新北市 | 鶯歌區 | 不適用             |
| 新北市段   |      | LB10  | 國華                    |       | 高架     | 新北市 | 鶯歌區 | 不適用             |
| 新北市段   |      | LB11  | 永吉公園                |       | 高架     | 新北市 | 鶯歌區 | 不適用             |
| 新北市段   |      | LB12  | 鶯桃福德                |       | 高架     | 新北市 | 鶯歌區 | 不適用             |
| 桃園八德段 |      | LB12a | 未                      | 未    | 高架     | 桃園市 | 八德區 | 不適用             |
| 桃園八德段 | LB13 |       | 未                      | 未    | 高架     | 桃園市 | 八德區 | 不適用             |
| 桃園八德段 |      | LB14  | 大湳                    | Danan | 地下     | 桃園市 | 八德區 | 桃園捷運綠線       |

## 使用車輛

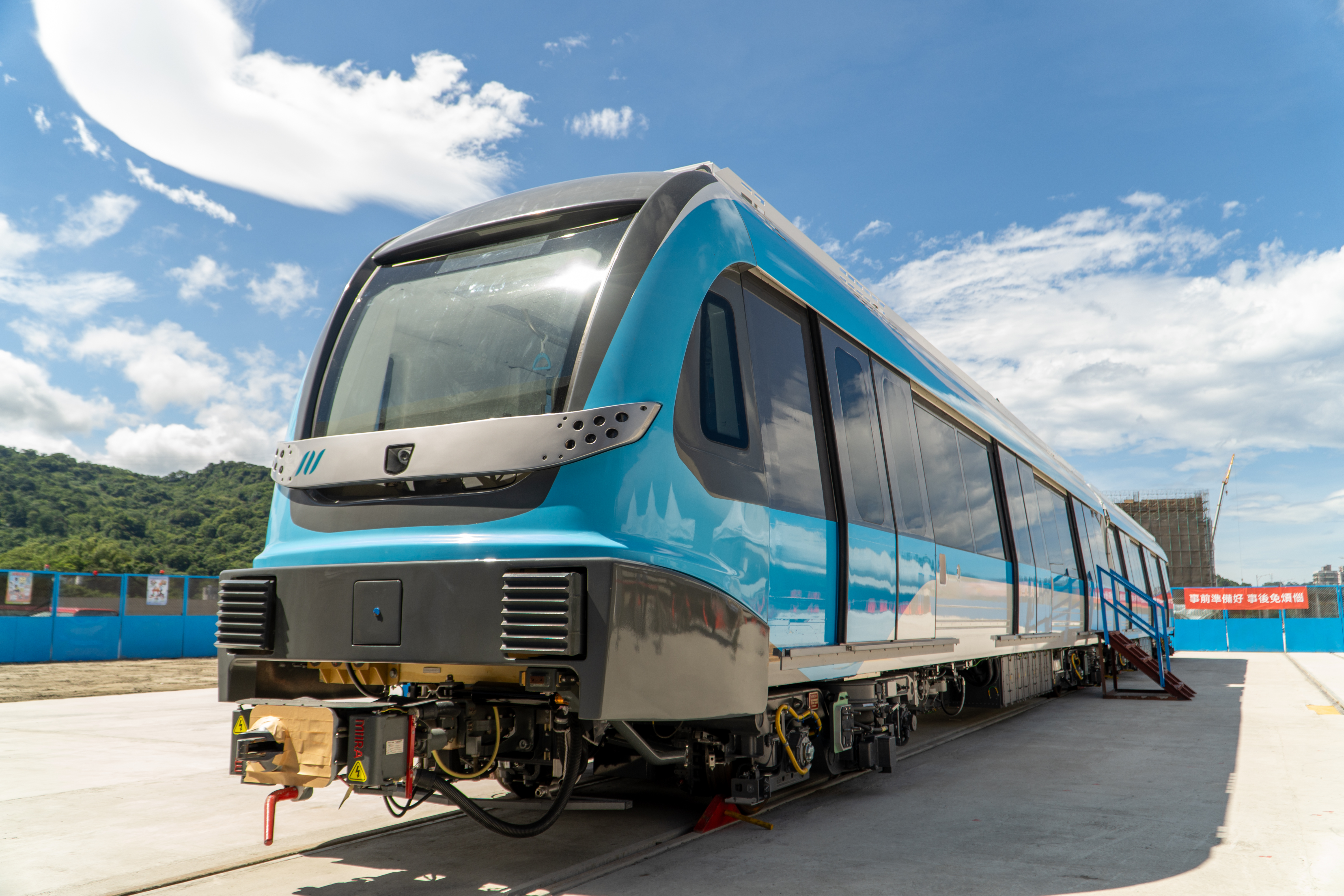
已上完塗裝的三鶯線電聯車

三鶯線列車已完成外型設計，由日立軌道義大利製造，為日立軌道義大利無人駕駛地鐵列車產品線旗下產品，並於2018年3月9日由朱立倫市長主持三鶯線列車外觀票選活動發佈會。一共3款結合三鶯地區的風土民情及文化特色設計完成的「萬里藍天，悠遊峽谷」、「如鳶當空，展翼飛揚」及「樂山樂水，陶冶性情」的列車塗裝，邀請全民參與票選。列車外觀票選活動分為網路票選及現場投票兩種方式，2018年3月10日-2018年3月20日在票選活動網站並以Facebook、Google或Line等帳號登錄活動頁面後，即可參加網路投票。
2018年3月24、25日在三鶯線沿線國立台北大學、三峽區公所、鶯歌老街、里活動中心等16處進行2天現場投票。
2018年4月20日，票選結果出爐，由「萬里藍天，悠遊峽谷」勝出。
2019年8月28日，因義大利軌道為成為日立製作所旗下公司，考量運送成本，故將原本預計在義大利組裝的工作移至日本下松市的笠戶事業所。
2019年12月14日，一比一等比的三鶯線原型模型列車於新北市歡樂耶誕城展出。
2023年8月，首列車兩節車廂，6日從日本笠戶啟運，10日抵達台北港，由拖板車在夜間經陸運送至三鶯線三峽機廠。

## 工程進度
| 預定通車時間 | 路線   | 區間           | 本月進度 | 上月進度 | 與上月進度相比 | 備註            | 開工日期      |
| ------------ | ------ | -------------- | -------- | -------- | -------------- | --------------- | ------------- |
| 2026年3月    | 三鶯線 | 頂埔－鶯桃福德 | 85.68%   | 84.89%   | +0.79%         | 截至2025年7月底 | 2016年7月21日 |
| 2034年       | 三鶯線 | 鶯桃福德－大湳 | 0.00％   | 0.00％   | 相等           |                 |               |

## 外部連結
- 捷運三鶯線系統（页面存档备份，存于）
- 新北市政府捷運工程局（繁體中文）（页面存档备份，存于）
- 桃園市政府捷運工程局（繁體中文）（页面存档备份，存于）
- 捷運三鶯線系統計畫統包工程（页面存档备份，存于）
- 三環六線進度公開專頁（页面存档备份，存于）